# Jordan Walker
Jordan Walker (Indianapolis, 19 oktober 1997) is een Amerikaans basketballer.

## Carrière
Walker speelde collegebasketbal voor de Morehead State Eagles van 2016 tot 2020. Hij tekende zijn eerste profcontract bij het Georgische Arena-Orbi Tbilisi waar hij een seizoen speelde. In 2021 tekende hij bij de Duitse derdeklasser SC Rist Wedel waar hij het grootste deel van het seizoen speelde. Hij eindigde het seizoen bij de Duitse eersteklasser Hamburg Towers. Hij tekende voor het seizoen 2022/23 bij de Belgische eersteklasser Okapi Aalst waar hij een seizoen speelde. In juni 2023 tekende hij bij het Servische KK FMP.